# Energieforschung

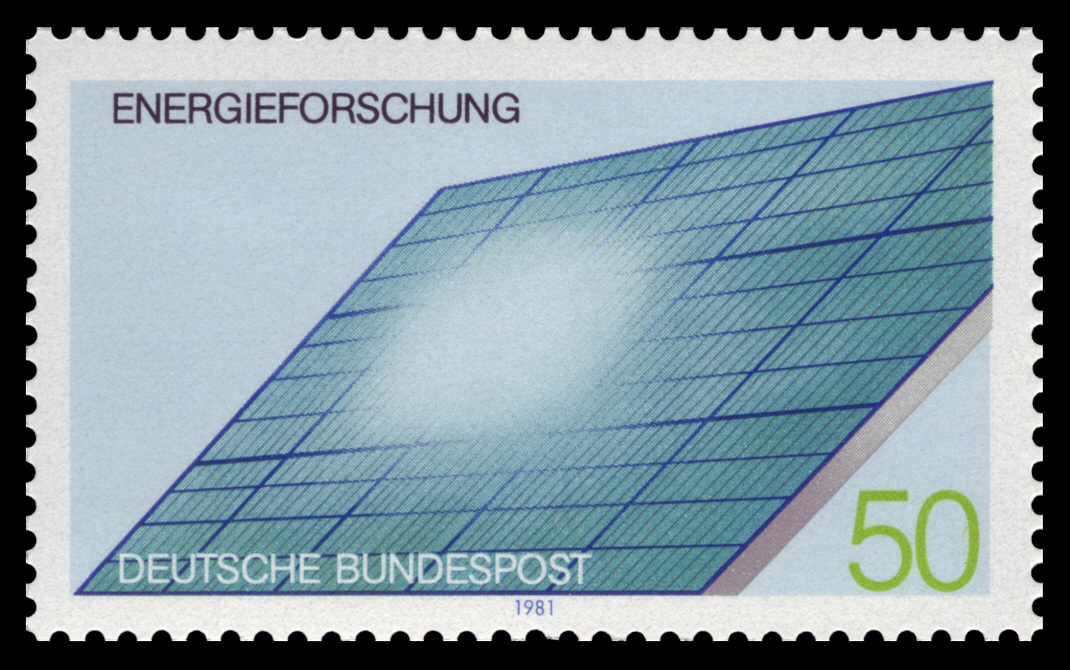
Energieforschung: Briefmarke der Deutschen Bundespost von 1981

Energieforschung bezeichnet wissenschaftliche Forschung im Bereich Energiewirtschaft. Energieforschung berührt viele verschiedene wissenschaftliche Disziplinen, darunter insbesondere Naturwissenschaften, Ingenieurwissenschaften, Umweltwissenschaften und Sozialwissenschaften inklusive der Wirtschaftswissenschaft. Sie wird deswegen häufig interdisziplinär bzw. transdisziplinär betrieben.

## Förderung der Energieforschung in Deutschland

### Energieforschung der Bundesregierung

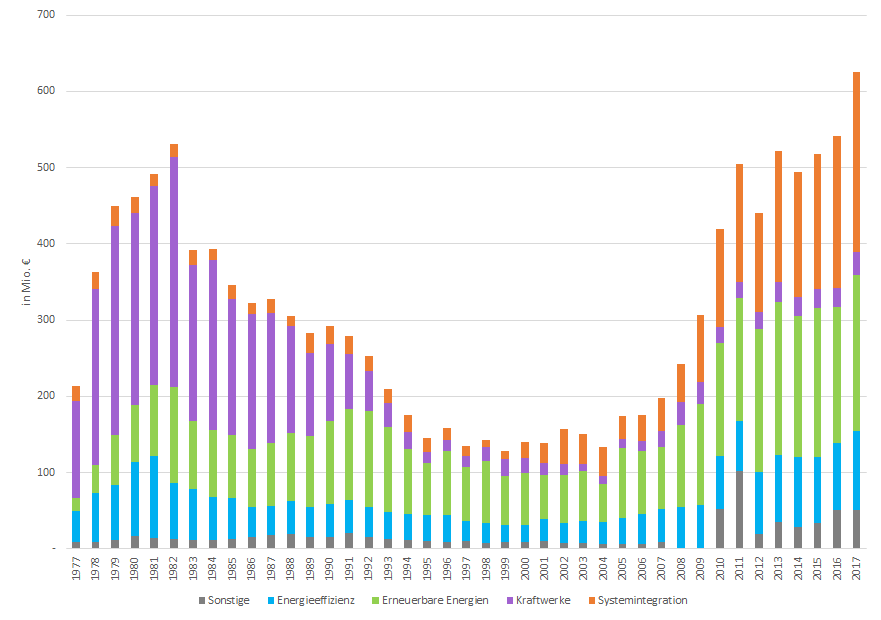
Projektförderung nicht-nukleare Energieforschung in Deutschland von 1977 bis 2017 (inflationsbereinigt, Basisjahr 2010) Quelle: Projektträger Jülich, profi-Datenbank (7.Energieforschungsprogramm, S.14)

Seit dem Ende der 1970er Jahre fördert die Bundesregierung die Erforschung von Energietechnologien im Kontext aufeinander folgender Energieforschungsprogramme. Sie greifen die politisch-strategischen Ziele der Energiepolitik auf und setzen die Leitlinien für die Forschungsförderung. Unter dem Dach dieser Programme rufen die daran beteiligten Ministerien zum Stellen entsprechender Anträge für Forschungsvorhaben auf. Projektideen einreichen können Institutionen und Unternehmen aus Forschung, Entwicklung und Industrie. Am 19. September 2018 hat das Bundeskabinett das 7. Energieforschungsprogramm verabschiedet. Es sieht ein Fördervolumen von rund sechs Milliarden Euro bis 2022 vor. Das Bundesministerium für Wirtschaft und Klimaschutz (BMWK) hat das aktuelle Programm federführend erarbeitet. Beteiligt sind auch das Bundesministerium für Bildung und Forschung (BMBF) sowie das Bundesministerium für Ernährung und Landwirtschaft (BMEL). Durch den neuen Zuschnitt der Ressorts nach der Bundestagswahl im September 2021 ist seit der Konstituierung der Bundesregierung im Dezember 2021 auch das Bundesministerium für Umwelt, Naturschutz, nukleare Sicherheit und Verbraucherschutz (BMUV) beteiligt.
Übergreifendes Ziel des 7. Energieforschungsprogramms ist eine umwelt- und klimaschonende, zuverlässige und bezahlbare Energieversorgung. Als neues Förderformat sind im 7. Energieforschungsprogramm die „Reallabore der Energiewende“ verankert. Sie sollen zentrale Herausforderungen der Energiewende aufgreifen, Innovationen im industriellen Maßstab und realen Umfeld zusammenbringen und erproben. So entstehen nützliche Erfahrungswerte und Blaupausen für die Umgestaltung des Energiesystems in ganz Deutschland. Derzeit sind verschiedene Reallabore der Energiewende zu energieoptimierten Quartieren sowie zu Sektorkopplung und Wasserstoff aktiv. Zudem zielt das aktuelle Programm auch auf eine Förderung von Start-ups als dynamische Akteure der Energiewende ab.
Generell setzt das 7. Energieforschungsprogramm neue Akzente vor allem bei technologieübergreifenden Schwerpunkten, da die Förderung zunehmend gesamtgesellschaftlich und systemisch ausgerichtet ist: Es geht darum, mit Blick auf die Energiewende beziehungsweise die klimapolitischen Ziele das Energiesystem als Ganzes zu transformieren.
Übergreifende Schwerpunkte im 7. Energieforschungsprogramm sind:
- Technologieorientierte Systemanalyse
- Digitalisierung
- Ressourceneffizienz im Kontext der Energiewende
- Technologien für die CO2 – Kreislaufwirtschaft

- Energiewende und Gesellschaft

Technologiespezifische Förderschwerpunkte sind:
- Gebäude und Quartiere
- Industrie, Gewerbe, Handel und Dienstleistungen
- Energiewende im Verkehr
- Brennstoffzellen
- Photovoltaik
- Windenergie
- Energetische Nutzung biogener Rest- und Abfallstoffe
- Geothermie
- Wasserkraft und Meeresenergie
- Thermische Kraftwerke
- Stromnetze
- Stromspeicher
- Sektorkopplung und Wasserstofftechnologien
- Materialforschung für die Energiewende
- Nukleare Sicherheitsforschung

Während das BMBF Fördermaßnahmen in allen Bereichen der Grundlagenforschung umsetzt, fördert das BMWK anwendungsnahe Forschung und Reallabore entlang der gesamten Energiekette. Für die anwendungsnahe Biomasseforschung ist das BMEL zuständig. Zudem fördert das BMWK Vorhaben im Bereich der energetischen Nutzung biogener Rest- und Abfallstoffe. Das BMUV ist zuständig für den Bereich der nuklearen Sicherheitsforschung.
Mit der Begleitung der Förderaktivitäten haben die Ministerien den Projektträger Jülich (PtJ), den Projektträger Reaktorsicherheitsforschung (PtR), innerhalb der Gesellschaft für Anlagen- und Reaktorsicherheit (GRS) gGmbH, den Projektträger Karlsruhe (PTKA) sowie die Fachagentur Nachwachsende Rohstoffe (FNR) beauftragt.

### Energieforschung der Länder
Neben der durch die Bundesregierung getragenen Energieforschung gibt es in vielen Ländern auch eine eigene Landesforschungsförderung zum Thema Energie. Beispiele für Energieforschungseinrichtungen, die durch ein Land finanziert werden, sind das Bayerische Zentrum für Angewandte Energieforschung oder der Energie Campus Nürnberg. Daneben werden durch die Forschungsförderung von Ländern teilweise einzelne Projekte oder Verbünde zum Thema Energie gefördert, die keine dauerhaften Institutionen darstellen.

## Internationale Kooperationen in der Energieforschung

### EU-Förderung
Die Europäische Union fördert Forschung und Entwicklung auf Basis mehrjähriger Forschungsrahmenprogramme (FRP). Grundlage für die FRP ist der EG-Vertrag (Titel XVIII Forschung und technologische Entwicklung, Art. 163–173). Ziel ist es, die wissenschaftlichen und technologischen Grundlagen der Industrie zu stärken, die Entwicklung ihrer internationalen Wettbewerbsfähigkeit zu fördern und den Europäischen Forschungsraum (ERA) auszubauen.
Seit 2021 läuft das 9. Forschungsrahmenprogramm Horizont Europa (2021–2027), für das insgesamt über 95,5 Mrd. € zur Verfügung stehen. Die nicht-nukleare Energieforschung ist thematisch in Cluster 5 (Klima, Energie und Mobilität, kurz KEM) verortet. Für die Laufzeit von Horizont Europa sind 7,5 Mrd. € für diesen Bereich vorgesehen. Anträge für Forschungsprojekte können auf Basis von jährlich veröffentlichten sogenannten „Calls“, eingereicht werden. Der Programmausschuss Energie, in dem das BMWK die Bundesregierung vertritt, unterstützt, berät und kontrolliert die Europäische Kommission bei der Erarbeitung und Umsetzung der „Calls“.
Um Synergieeffekte zwischen nationaler und europäischer Förderpolitik zu realisieren, beteiligt sich das BMWK im Rahmen des Forschungsrahmenprogramms an sogenannten Europäischen Technologieplattformen wie bspw. „Zero Emission Fossil Power Plants - ZEP“ oder „Electricity Networks of the Future“ sowie an sogenannten ERA-Nets (“Hydrogen and Fuel Cells-HyCo” und “Fossil Energy Coalition – FENCO”).

### Internationale Energieagentur – IEA
Deutschland ist Gründungsmitglied der seit 1974 bestehenden Internationalen Energieagentur (IEA). Die IEA bietet heute den 28 Mitgliedstaaten ein breites Forum zur gemeinsamen Abstimmung wichtiger Energiefragen. Darüber hinaus ist sie eine Plattform für internationale Forschungskooperationen, deren Schwerpunkte in den Bereichen erneuerbare Energien, fossile Energieträger, Energieeffizienz sowie Kernfusion liegen. Im Prinzip sind die IEA-Forschungskooperationen für alle Länder offen, die der Zusammenarbeit auf dem Gebiet der Entwicklung von Energietechnologien Bedeutung zumessen.

### Mission Innovation
Mission Innovation ist eine globale zwischenstaatliche Initiative mit dem Ziel saubere Energietechnologien und -lösungen auszubauen und kostengünstig verfügbar zu machen. Die Initiative hat 23 Mitglieder (22 Staaten und die Europäische Kommission). Die Zusammenarbeit erfolgt in sieben Missionen in der Form öffentlich-privater Innovationsallianzen. Deutschland engagiert sich in der Clean Hydrogen Mission und der Green Powered Future Mission.
Siehe auch
- Energiepolitik
- Primärenergiebedarf
- Nachhaltigkeitswissenschaft
- Technikfolgenabschätzung